# Sławomir Nowosad
Sławomir Nowosad (ur. 16 grudnia 1960 w Zamościu) – polski duchowny rzymskokatolicki, teolog-moralista, profesor zwyczajny na Wydziale Teologii Katolickiego Uniwersytetu Lubelskiego Jana Pawła II, w latach 2008–2012 prorektor tej uczelni, dziekan Wydziału Teologii KUL w kadencji 2016–2020.

## Młodość i wykształcenie
Maturę uzyskał w I Liceum Ogólnokształcącym w Zamościu (1979). Formację kapłańską otrzymał w Wyższym Seminarium Duchownym w Lublinie. Odbył studia na Wydziale Teologii KUL i tam w 1984 uzyskał tytuł magistra teologii. Święcenia kapłańskie otrzymał w 1984 w Zamościu. Ponadto w latach 1988–1992 odbył w KUL studia specjalistyczne z teologii moralnej.

## Działalność kościelna
W latach 1984–1985 pełnił posługę duszpasterską w parafii w Milejowie, a następnie w latach 1985–1988 w parafii św. Mikołaja w Lublinie. W latach 1990–1992 był prefektem w Wyższym Seminarium Duchownym w Lublinie, zaś w latach 1992–1997 prefektem i wicerektorem Wyższego Seminarium Duchownego Diecezji Zamojsko-Lubaczowskiej.

## Kariera akademicka
W 1992 uzyskał stopień naukowy doktora nauk teologicznych w zakresie teologii moralnej na podstawie rozprawy pt. Nauka o sumieniu we współczesnej teologii moralnej anglikańskiej. W 1993 został asystentem w Katedrze Historii Teologii Moralnej KUL, a w 1995 adiunktem w Katedrze Teologii Moralnej Ogólnej KUL, które to stanowisko zajmował do 2001. W 2001 uzyskał stopień doktora habilitowanego nauk teologicznych na podstawie dorobku naukowego oraz rozprawy pt. Odnowa anglikańskiej teologii moralnej w XX wieku. W 2002 objął stanowisko prodziekana Wydziału Teologii KUL oraz został kierownikiem Katedry Teologii Moralnej Ekumenicznej. W 2003 otrzymał nominację na stanowisko profesora nadzwyczajnego KUL. W kadencji 2008-2012 pełnił urząd prorektora KUL.
2 czerwca 2016 został wybrany dziekanem Wydziału Teologii KUL na kadencję 2016–2020.
Postanowieniem Prezydenta RP z 21 listopada 2022 otrzymał tytuł profesora nauk teologicznych.

## Odznaczenia
- Krzyż Kawalerski Orderu Odrodzenia Polski (2013)[5].

## Wybrane publikacje
- Nazwać dobro po imieniu. Sumienie w anglikańskiej teologii moralnej, Lublin 1996.
- Odnowa anglikańskiej teologii moralnej w XX wieku, Lublin 2001.
- Jesteśmy z Wieczernika. Rekolekcje dla księży kapelanów Ordynariatu Polowego Wojska Polskiego, Tarnów 2008.
- Moralne konsekwencje wiary. Szkice anglikańskie, Lublin 2016 ISBN 978-83-7306-728-8
- Moralne konsekwencje wiary. Szkice ekumeniczne i protestanckie, Lublin 2016 ISBN 978-83-7306-727-1
- Vigo Auguste Demant, Not One World, but Two. A Miscellany of Preachments (edited, with an Afterword, by Sławomir Nowosad), Lublin 2017 ISBN 978-83-7306-777-6 ISBN 978-83-8061-413-0